# Eryk Latoń
Eryk Latoń (Godziesze Małe, voivodat de Gran Polònia, 22 d'agost de 1993) és un ciclista polonès, professional des del 2012 i actualment a l'equip Team Hurom.

## Palmarès
- 2014
  - 1r al Memorial Roman Siemiński
  - Vencedor d'una etapa a la Dookoła Mazowsza
- 2016
  - 1r al Szlakiem walk Major Hubal i vencedor de 2 etapes